# Diego Ulissi
Diego Ulissi (né le 15 juillet 1989 à Cecina, dans la province de Livourne, en Toscane) est un coureur cycliste italien. 
Passé professionnel en 2010 dans l'équipe cycliste italienne Lampre-Farnese Vini, devenue UAE Emirates en 2017, il effectue la majorité de sa carrière dans cette structure. En 2025, après 15 saisons professionnelles, il rejoint l'équipe XDS Astana.
Coureur régulier, il compte près de 50 succès, dont le Grand Prix cycliste de Montréal en 2017 et huit étapes du Tour d'Italie. Il a la particularité d'avoir gagné au moins une course pendant 16 saisons consécutives, entre 2010 et 2025. Il termine les saisons 2016 et 2020 dans le top 10 du classement mondial.

## Biographie
Diego Ulissi est né à Cecina en 1989. Il est prénommé Diego Armando en hommage à Diego Maradona, le footballeur préféré de son père. Sa mère, Donatella, travaille dans un domaine viticole, tandis que son père Mauro a notamment été champion d'Italie de VTT chez les amateurs. Son père a encouragé sa passion pour le cyclisme et Diego Ulissi a participé à sa première course en 1996. 
Il vit près de Lugano, en Suisse, avec sa femme, Arianna, et ses filles, Lia et Anna. Il a manqué la naissance d'Anna en mars 2020 alors qu'il était en quarantaine lors du Tour des Émirats arabes unis, pendant la pandémie de Covid-19.

### Débuts cyclistes et carrière chez les amateurs
Diego Ulissi commence le cyclisme à 7 ans avec le club de son village, l'UC Donoratico. Il remporte chez les jeunes deux fois la Coppa d'Oro et une fois le championnat d'Italie du contre-la-montre. Il rejoint ensuite l'équipe Seano Vangi-Molino di Ferro chez les juniors.
Il obtient son premier titre de champion du monde le 13 août 2006 à Spa-Francorchamps en Belgique. L'année suivante, il réussit l'exploit de conserver son maillot au Mexique, après une démonstration de l'équipe nationale italienne. En effet, il s'impose devant ses coéquipiers Daniele Ratto et Elia Favilli. Il est le deuxième cycliste, après Giuseppe Palumbo, à remporter deux titres mondiaux juniors consécutifs.

### Carrière professionnelle
En 2010, à l'âge de 20 ans, Diego Ulissi passe professionnel dans l'équipe italienne Lampre-ISD où il remportera le Grand Prix de l'industrie et du commerce de Prato et prendra la 8e place du Tour de Pologne.
En 2011, il s'adjuge la 17e étape du Tour d'Italie, à la suite du déclassement de Giovanni Visconti, ce dernier l'ayant violemment poussé pour pouvoir s'infiltrer entre ce dernier et les barrières de sécurité.

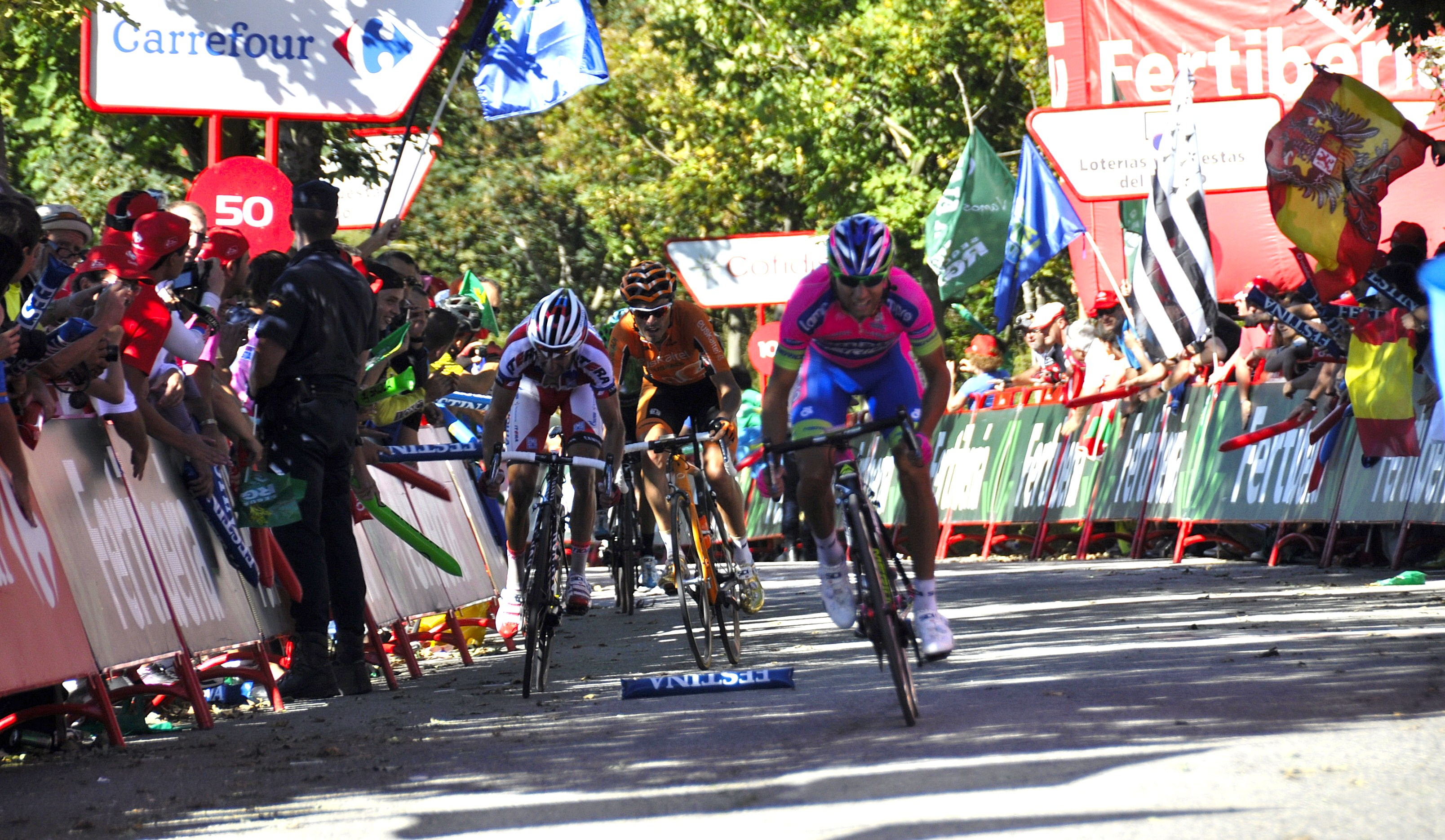
Ulissi lors de la 19e étape du Tour d'Espagne 2013.

Après le Tour d'Espagne 2013 qu'il termine en 32e position, Ulissi se classe deuxième du Grand Prix de la côte étrusque derrière son coéquipier Michele Scarponi et devant Filippo Pozzato. Il figure ensuite dans la sélection italienne pour la course en ligne des championnats du monde de Florence, durant laquelle il abandonne. Après ces championnats, Ulissi gagne Milan-Turin, est 28e du Tour de Lombardie, puis remporte successivement la Coppa Sabatini et le Tour d'Émilie.

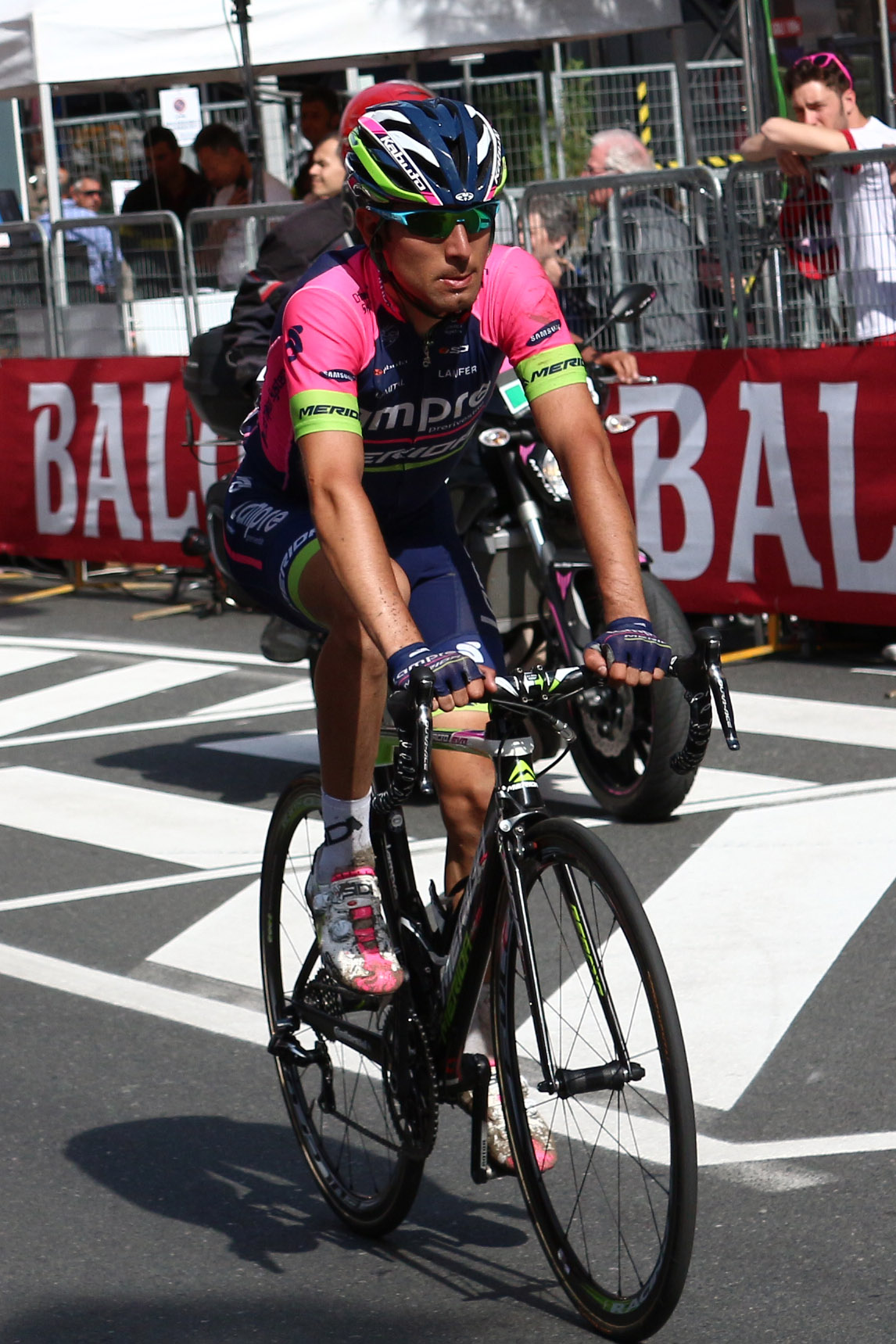
Diego Ulissi sur le Tour d'Italie 2014

En 2014, Ulissi commence sa saison en janvier par le Tour Down Under, course World Tour, où il gagne la deuxième étape et termine troisième du classement général. Il est ensuite cinquième du Trofeo Laigueglia, troisième du Grand Prix de Lugano, vainqueur du Grand Prix de la ville de Camaiore et onzième de Tirreno-Adriatico. Il n'obtient pas de résultats significatifs lors des classiques ardennaises, dont il se sert comme préparation au Tour d'Italie et au Tour de Suisse. Au Giro, il gagne tout d'abord la cinquième étape, une étape au profil vallonné qui se conclut par une montée. Il s'impose ensuite dans la huitième étape, la première étape classée comme étant de montagne. Il chute durant la onzième étape et perd plusieurs minutes, ce qui lui fait perdre sa place dans les dix premiers du classement général. Il est ensuite deuxième du premier contre-la-montre individuel, ce qui lui permet de devenir quatorzième d'un classement général dominé par le vainqueur de cette étape, Rigoberto Urán. Après deux étapes de montagne où il perd du temps, il descend à la vingt-sixième place au terme de la deuxième semaine. Atteint d'une angine, il est ensuite en difficulté et décide de ne pas prendre le départ de la dix-huitième étape.
Le 25 juin 2014, Diego Ulissi est provisoirement suspendu par son équipe à la suite d'un contrôle positif au salbutamol datant du 21 mai 2014 lors de la onzième étape de ce Giro. Après ce contrôle, l'équipe reconnait l'utilisation d'un inhalateur par son coureur, qui déclare de son côté avoir utilisé un dosage autorisé pendant cette course. Non suspendu par l'Union cycliste internationale (UCI), il prévoit de revenir en compétition au Trittico Lombardo en septembre, participe effectivement à la Coppa Bernocchi le 16 septembre. Une fois cette course terminée, il est de nouveau suspendu provisoirement en raison d'une procédure lancée par Swiss Cycling, la fédération à laquelle la licence d'Ulissi est rattachée, sur demande de l'UCI. Après avoir étudié l'affaire, le comité olympique suisse réduit la suspension à neuf mois et il est autorisé à courir à compter du 28 mars 2015, Ulissi étant considéré coupable de « négligence ». Durant sa suspension, il garde son contrat avec Lampre-Merida, ce qui amène celle-ci à être en contradiction avec les règles du Mouvement pour un cyclisme crédible, association que quitte l'équipe en mars 2015. Néanmoins, son résultat obtenu lors de la onzième étape du Tour d'Italie de 2014 est annulé,.
De retour en avril 2015 à l'occasion du Tour du Pays basque, Diego Ulissi participe ensuite aux classiques ardennaises avant le Tour de Romandie et le Tour d'Italie, où il déclare vouloir essayer de viser le classement général. Alors qu'il figure à plus de 20 minutes du maillot rose Alberto Contador, il remporte au sprint la septième étape, une étape vallonnée qui est la plus longue de ce Giro avec 264 kilomètres. Il gagne le 19 septembre le Mémorial Marco Pantani sous le maillot de la sélection d'Italie, à une semaine de la course en ligne des championnats du monde sur route pour laquelle il est présélectionné. Ulissi devance au sprint les membres de l'échappée victorieuse composée de ses coéquipiers ponctuels de sélection Giovanni Visconti et Vincenzo Nibali. Ulissi figure dans la sélection finale italienne pour ces championnats du monde en tant que coureur protégé, et se classe 102e de cette course. En octobre, la prolongation du contrat d'Ulissi d'un an avec Lampre-Merida est annoncée.

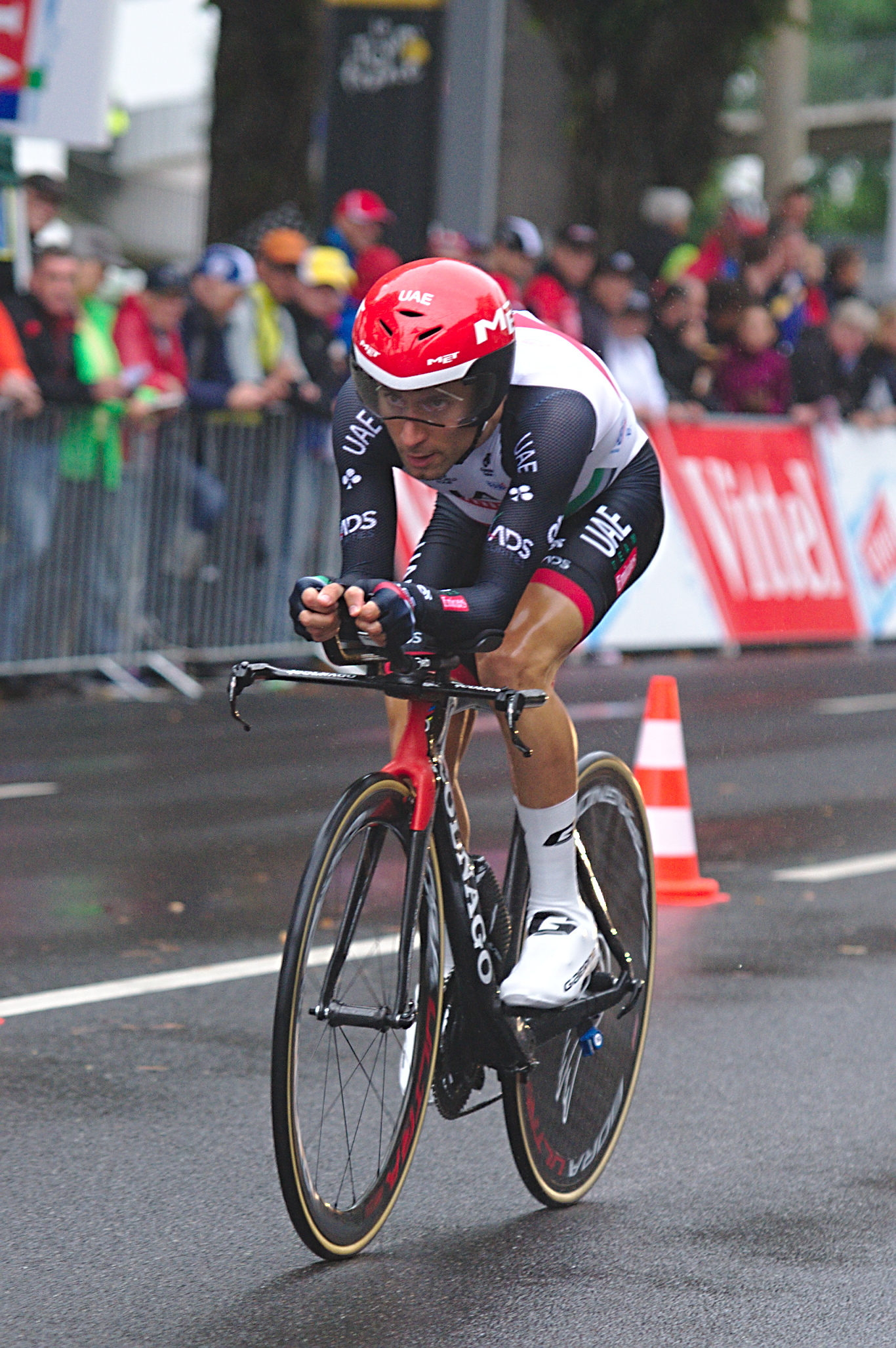
En action lors du Tour de France 2017.

En 2016, Ulissi commence sa saison par le Tour Down Under qu’il termine à la onzième place et où il se classe deuxième de la deuxième étape. Il est ensuite troisième du Grand Prix de la côte étrusque, sixième du Trofeo Laigueglia, troisième du Tour du Haut-Var, deuxième du Grand Prix de Lugano et septième des Strade Bianche. Lors des classiques ardennaises en avril, il est notamment septième de l'Amstel Gold Race puis huitième de la Flèche wallonne. Attendu ensuite pour viser une étape du Tour d'Italie, il en remporte la quatrième étape en solitaire après une offensive à 9 kilomètres de l'arrivée,.
En début d'année 2020, il est deuxième du Tour Down Under, puis neuvième du Tour des Émirats arabes unis. En août, il est cinquième du Tour de Pologne, deuxième du Tour du Piémont, troisième du Tour d'Émilie et huitième du Tour de Lombardie. Sélectionné pour représenter son pays aux championnats d'Europe organisés à Plouay dans le Morbihan, il se classe quarantième de la course en ligne remportée par son compatriote Giacomo Nizzolo. En septembre de la même année, il gagne deux étapes et le classement général du Tour de Luxembourg. Il remporte ensuite deux nouvelles étapes du Tour d'Italie. Vainqueur une troisième fois de la Coupe d'Italie, il réalise sa meilleure saison depuis 2016 et termine l'année huitième mondial.
En fin d'année 2020, sa carrière est interrompue à la suite de la découverte d'une myocardite. Ayant une fibrose de la paroi postéro-latérale gauche du cœur, Ulissi peut reprendre l'entraînement en février, puis la compétition en avril à l'occasion du Grand Prix Miguel Indurain,,. Lors de la dernière semaine du Tour d'Italie, il termine à deux reprises dans le top 5 d'une étape. Le 12 juin, il retrouve la victoire sur la 4e étape du Tour de Slovénie. Il termine deuxième du général de la course derrière son leader Tadej Pogačar. Durant l'été, il remporte deux étapes et le général de la Semaine cycliste italienne, une nouvelle course par étapes en Italie. Quatrième du Tour de Pologne, il décroche plusieurs top 10 sur les semi-classiques italiennes de fin de saison.
En 2022, il reprend la compétition au début du mois de février lors de l'Étoile de Bessèges-Tour du Gard qu'il termine en sixième position. Il ne peut enchaîner avec le Tour d'Andalousie en raison d'un test positif au SARS-CoV-2. En mars, il se classe sixième de la Semaine internationale Coppi et Bartali, puis remporte au sprint le Grand Prix de l'industrie. En juin, Ulissi, tout comme son coéquipier Marc Hirschi, doit renoncer à prendre le départ de la sixième étape du Tour de Suisse en raison d'un test positif au SARS-CoV-2. L'ensemble de l'équipe UAE Team Emirates quitte alors la course. En août, UAE Emirates annonce la prolongation du contrat d'Ulissi jusqu'en fin d'année 2024. En septembre, Mauro Gianetti, manager de UAE Emirates, annonce mettre son veto à une éventuelle sélection d'Ulissi en sélection nationale pour les championnats du monde disputés en Australie. Il avance comme justification les trois semaines d'indisponibilité du coureur qu'engendrerait une sélection.
En février 2023, il gagne la quatrième étape du Tour d'Oman et termine cinquième du classement général de cette course. Après un Tour d'Italie sans éclat, il se classe troisième du Tour de Slovénie. Au total, il cumule six podiums et vingt tops 10 au cours de la saison, mais décroche à 34 ans son plus mauvais classement UCI depuis 2012. Il retrouve des couleurs lors de l'année 2024. Après des quatrièmes places sur le Tour d'Oman et Milan-Turin, il remporte en puncheur la deuxième étape de la Semaine internationale Coppi et Bartali et s'empare du maillot de leader. Il perd la tête du général dès le lendemain et termine troisième du classement final. Après plusieurs tops 10, il remporte en juillet une étape et le classement général du Tour d'Autriche. Dans la foulée, il se classe deuxième du Czech Tour (derrière son coéquipier Marc Hirschi) et du Tour de Pologne derrière Jonas Vingegaard.
En 2025, il rejoint l'équipe XDS Astana, après 15 saisons dans la structure Lampre/UAE Team Emirates. En avril, il termine quatrième du Tour de Grèce. En mai, il participe à son 12e Tour d'Italie. Lors de la 8e étape, il prend part à une échappée qui se joue la victoire et se classe troisième à 38 secondes de Luke Plapp. À l'issue de celle-ci, il endosse le premier maillot rose de sa carrière, le premier pour un italien depuis l'édition 2021. Il a ainsi le plaisir de le porter lors de l'étape suivante, qui arrive à Sienne, proche de son village natal en Toscane. En juin, il s'adjuge l'édition 2025 du Tour des Apennins grâce à une attaque à 35 kilomètres de l'arrivée. 

## Style
Ulissi, présenté à ses débuts en professionnel comme un coureur pouvant viser les classements généraux, est un coureur à l'aise sur les courses d'un jour au profil vallonné, semblable aux classiques ardennaises qu'il déclare cibler durant le Tour d'Italie 2014. Il a pour entraîneur un spécialiste de ces courses, Michele Bartoli. Au cours du Giro 2014, dont il gagne deux étapes, ses performances sur cette épreuve l'amènent à imaginer à le considérer comme un objectif pour les années futures.

## Palmarès, résultats et classement mondiaux

### Palmarès amateur
| - 2004 - Coppa d'Oro - 2005 - Champion d'Italie du contre-la-montre cadets - Coppa d'Oro - Médaillé de bronze du contre-la-montre au Festival olympique de la jeunesse européenne - 2006 - Champion du monde sur route juniors - 3e étape du Giro della Lunigiana - Tre Ciclistica Bresciana : - Classement général - 3ea et 3eb (contre-la-montre) étapes - Trofeo San Rocco - Coppa Pietro Linari - 2e du Giro della Lunigiana - 2007 - Champion du monde sur route juniors - Trophée de la ville de Loano - Tre Ciclistica Bresciana : - Classement général - 3ea et 3eb (contre-la-montre) étapes - 3e du Trofeo Buffoni - 3e du championnat d'Italie du contre-la-montre juniors | - 2008 - Trophée Tempestini Ledo - Coppa del Grano - Gran Premio Chianti Castello Guicciardini - Tour de la Province de Bielle - 2009 - Gran Premio Comune di Cerreto Guidi - Coppa 29 Martiri di Figline di Prato - 3e du Gran Premio Pretola - 3e du Gran Premio Capodarco - 3e du Grand Prix Colli Rovescalesi |  |

### Palmarès professionnel
| - 2010 - Grand Prix de l'industrie et du commerce de Prato - 8e du Tour de Pologne - 2011 - 17e étape du Tour d'Italie - Tour de Slovénie : - Classement général - 2e étape - 2e de la Semaine internationale Coppi et Bartali - 3e du Brixia Tour - 2012 - 3e et 4e étapes de la Semaine internationale Coppi et Bartali - Grand Prix de l'industrie, du commerce et de l'artisanat de Carnago - 2e de la Semaine internationale Coppi et Bartali - 2e de Milan-Turin - 6e du Grand Prix cycliste de Québec - 9e de la Flèche wallonne - 10e de la Classique de Saint-Sébastien - 2013 - Vainqueur de la Coupe d'Italie - Vainqueur de la Coupe d'Italie espoirs - Semaine internationale Coppi et Bartali : - Classement général - 2e étape - 1re étape du Tour de Pologne - Milan-Turin - Coppa Sabatini - Tour d'Émilie - 2e du Grand Prix de la ville de Camaiore - 2e du Grand Prix de la côte étrusque - 7e de Paris-Nice - 2014 - 2e étape du Tour Down Under - Grand Prix de la ville de Camaiore - 5e et 8e étapes du Tour d'Italie - 3e du Tour Down Under - 3e du Grand Prix de Lugano - 2015 - 7e étape du Tour d'Italie - Mémorial Marco Pantani - 2e de la Japan Cup - 3e du championnat d'Italie sur route - 5e du Grand Prix cycliste de Québec - 6e du Tour de Pologne - 2016 - 4e et 11e étapes du Tour d'Italie - 3e étape du Tour de Slovénie (contre-la-montre) - Circuit de Getxo - Czech Cycling Tour : - Classement général - 3eétape - 2e du Grand Prix de Lugano - 2e des Trois vallées varésines - 2e de la Coppa Agostoni - 3e du Grand Prix de la côte étrusque - 3e du Tour du Haut-Var - 3e du Grand Prix cycliste de Montréal - 3e du Tour d'Abou Dabi - 7e de l'Amstel Gold Race - 7e du Grand Prix cycliste de Québec - 8e de la Flèche wallonne - 9e du championnat d'Europe sur route - 2017 - Vainqueur de la Coupe d'Italie - Grand Prix de la côte étrusque - Grand Prix cycliste de Montréal - Tour de Turquie : - Classement général - 4e étape - 2e du championnat d'Italie sur route - 2e du Mémorial Marco Pantani - 5e du Tour Down Under - 10e de la Flèche wallonne | - 2018 - 5e étape du Tour de Suisse - 4e du Tour Down Under - 4e du Tour de Turquie - 7e du Tour d'Abou Dabi - 7e du Grand Prix cycliste de Montréal - 9e du Tour de Suisse - 2019 - Grand Prix de Lugano - Tour de Slovénie : - Classement général - 3e étape - 2e du Grand Prix cycliste de Montréal - 3e de la Flèche wallonne - 3e du Tour de Pologne - 4e du Grand Prix cycliste de Québec - 9e du Tour Down Under - 2020 - Vainqueur de la Coupe d'Italie - Tour de Luxembourg : - Classement général - 1re et 4e étapes - 2e et 13e étapes du Tour d'Italie - 2e du Tour Down Under - 2e du Tour du Piémont - 3e du Tour d'Émilie - 5e du Tour de Pologne - 8e du Tour de Lombardie - 9e du Tour des Émirats arabes unis - 2021 - 4e étape du Tour de Slovénie - Semaine cycliste italienne : - Classement général - 1re et 4e étapes - 2e du Tour de Slovénie - 3e du Tour de Toscane - 4e du Tour de Pologne - 2022 - Grand Prix de l'industrie et de l'artisanat de Larciano - 3e étape du Tour du Limousin-Périgord-Nouvelle-Aquitaine - 2e du Tour du Limousin-Périgord-Nouvelle-Aquitaine - 9e du Tour de Pologne - 9e du Grand Prix cycliste de Québec - 2023 - 4e étape du Tour d'Oman - 3e du Tour de Slovénie - 2024 - 2e étape de la Semaine internationale Coppi et Bartali - Tour d'Autriche : - Classement général - 3e étape - 2e du Czech Tour - 2e du Tour de Pologne - 3e de la Semaine internationale Coppi et Bartali - 3e du Tour des Apennins - 3e du Grand Prix de l'industrie et de l'artisanat de Larciano - 2025 - Tour des Apennins |  |

### Résultats sur les grands tours

#### Tour de France
1 participation
- 2017 : 39e

#### Tour d'Italie
12 participations
- 2011 : 41e, vainqueur de la 17e étape
- 2012 : 21e
- 2014 : non-partant (18e étape), vainqueur des 5e et 8e étapes
- 2015 : 64e, vainqueur de la 7e étape
- 2016 : 21e, vainqueur des 4e et 11e étapes
- 2018 : 28e
- 2019 : 42e
- 2020 : 38e, vainqueur des 2e et 13e étapes
- 2021 : 17e
- 2022 : 37e
- 2023 : 28e
- 2025 : 21e,  maillot rose pendant 1 jour

#### Tour d'Espagne
1 participation
- 2013 : 32e

### Classements mondiaux
En 2005, l'UCI ProTour et les circuits continentaux sont créés, ayant chacun leur classement. De 2005 à 2008, le classement de l'UCI ProTour classe les coureurs membres d'équipes ProTour en fonction des points qu'ils ont obtenu lors des courses du calendrier UCI ProTour, soit 15 courses en 2008. Les trois grands tours, Paris-Roubaix, la Flèche wallonne, Liège-Bastogne-Liège, le Tour de Lombardie, Tirreno-Adriatico et Paris-Nice ne sont pas pris en compte dans ce classement. En 2009 et 2010, un « classement mondial UCI » remplace le classement ProTour. Il prend en compte les points inscrits lors des courses ProTour et des courses qui n'en font plus partie, regroupées dans un « calendrier historique », soit au total 24 courses en 2009 et 26 en 2010. Ce nouveau classement prend en compte les coureurs des équipes continentales professionnelles. En 2011, l'UCI ProTour devient l'UCI World Tour et reprend dans son calendrier les courses qui l'avaient quitté en 2008. Il comprend 27 courses en 2011 et son classement ne concerne plus que les coureurs membres des 18 équipes ProTeam, dont Lampre fait partie.
| Année                                 | 2009 | 2010 | 2011 | 2012 | 2013 | 2014 | 2015 | 2016 | 2017 | 2018 | 2019 | 2020 | 2021 | 2022 | 2023 | 2024 |
| ------------------------------------- | ---- | ---- | ---- | ---- | ---- | ---- | ---- | ---- | ---- | ---- | ---- | ---- | ---- | ---- | ---- | ---- |
| Calendrier mondial                    | nc   | 233e |      |      |      |      |      |      |      |      |      |      |      |      |      |      |
| UCI World Tour                        |      |      | 130e | 106e | 87e  | 42e  | 48e  | 36e  | 16e  | 31e  |      |      |      |      |      |      |
| Classement mondial                    |      |      |      |      |      |      |      | 9e   | 15e  | 44e  | 13e  | 8e   | 46e  | 57e  | 102e | 49e  |
| UCI Europe Tour                       | 676e |      |      |      |      |      |      | 7e   | 37e  | 422e | 12e  | 7e   | 38e  | 48e  | 83e  | 39e  |
| UCI Asia Tour                         | nc   |      |      |      |      |      |      | 61e  | nc   | nc   |      |      |      |      |      |      |
|                                       |      |      |      |      |      |      |      |      |      |      |      |      |      |      |      |      |
| Légende : nc = non classéSource : UCI |      |      |      |      |      |      |      |      |      |      |      |      |      |      |      |      |

## Distinctions
- Oscar TuttoBici des juniors : 2006 et 2007
- Mémorial Gastone Nencini (révélation italienne de l'année) : 2011
- Oscar TuttoBici : 2016 et 2020